# Тематический каталог музыкальных обозначений

## Темпы

### 

#### Медленные темпы
- Largo (Ла́рго) — широко, протяжно
- Adagio (Адажио) — медленно, спокойно, вольно
- Grave (Граве) — тяжело, серьёзно, важно, торжественно
- Andante (Анданте) — спокойно, не спеша

#### Умеренные темпы
- Andantino — немного скорее, чем andante
- Moderato (Модерато) — умеренно
- Sostenuto — сдержанно
- Con moto — с движением, подвижно
- Allegretto (Аллегретто) — оживлённо
- Lento — протяжно

#### Быстрые темпы
- Allegro — скоро, весело, радостно
- Vivo (Виво) — живо
- Vivace (Виваче) — оживлённо
- Vivacissimo (Вивачиссимо) — крайне живо, предельно живо
- Presto (Престо) — быстро
- Prestissimo (Престиссимо) — очень быстро

#### Оттенки темпа
- molto — очень
- assai — очень, весьма
- con moto — с движением, подвижно
- non troppo — не слишком
- sempre — всё время
- meno mosso — менее подвижно
- piu mosso — более подвижно

### Изменение темпа
- accelerando — ускоряя
- stringendo (стринджендо)— ускоряя
- stretto (стретто) — ускоряя | сжимая, сокращая
- ritenuto (ритенуто) — замедляя, задерживая
- ritardando (ритардандо) — замедляя, задерживая
- rallentando (раллентандо) — замедляя, задерживая
- allargando — расширяя, замедляя

#### Восстановление первоначального темпа
- tempo primo — первоначальный темп
- tempo I — первоначальный темп
- a tempo — в прежнем темпе
- L’istesso tempo — тот же темп

#### Свободное управление темпом
- tempo rubato — свободный темп (дословно "красть время")
- ad libitum — по желанию

## Динамика

### Постоянные динамические оттенки
- forte fortissimo (динамика)|forte fortissimo (fff) - более громко, чем fortissimo;
- fortissimo [форти́ссимо] (ff) — очень громко;
- forte [фо́ртэ] (f) — сильно, громко;
- mezzo forte [меццо фо́ртэ] (mf) — довольно громко;
- mezzo piano [меццо пиано] (mp) — довольно тихо;
- piano [пиано] (p) — слабо, тихо;
- pianissimo [пиани́ссимо] (pp) — очень тихо;

### Характеристика изменения оттенка
- sforzando (sfz) (сфорцандо) — напрягая силы, внезапно усиливая громкость;
- crescendo (cresc.) (крещендо) — постепенно усиливая;
- diminuendo (dim.) (диминуендо) — постепенно затихая;

### Дополнительные термины
- subito — внезапная смена динамического оттенка.

## Использованные сведения
- Курс теории музыки / Т. С. Бершадская и др.; ред. А. Л. Островский. Л. : Музыка : Ленингр. отделение, 1988.